# Bringing It All Back Home
Bringing It All Back Home es el quinto álbum de estudio del músico estadounidense Bob Dylan, publicado por la compañía discográfica Columbia Records en marzo de 1965. El álbum fue la primera incursión de Dylan en la música rock con canciones como «Subterranean Homesick Blues» y «Maggie's Farm», contrapuestas al folk dominante en sus anteriores trabajos. Además de emprender una nueva etapa musical que consolidó con posteriores trabajos como Highway 61 Revisited y Blonde on Blonde, Bringing It All Back Home incluyó también un nuevo contenido lírico, con letras surrealistas y abstractas en detrimento de las canciones protesta que Dylan había compuesto hasta entonces.
Grabado en apenas tres días en los Columbia Recording Studios de Nueva York, Bringing It All Back Home —cuyo título hace referencia a la Invasión Británica— obtuvo buenas críticas de la prensa musical y fue definido por el biógrafo Clinton Heylin como «posiblemente el álbum más influyente de su era. Casi todo lo que venga en la canción popular contemporánea se puede encontrar ahí mismo». A nivel comercial, se convirtió en el segundo álbum de Dylan en lograr el primer puesto en la lista de discos más vendidos del Reino Unido, mientras que en los Estados Unidos llegó al puesto seis en la lista Billboard 200. 
En 2003, la revista Rolling Stone situó al álbum en el puesto 31 de la lista de los 500 mejores álbumes de todos los tiempos.

## Trasfondo
Dylan pasó gran parte del verano de 1964 en Woodstock, un pequeño pueblo cercano a Nueva York. Aunque el músico ya conocía Woodstock, sus visitas fueron cada vez más largas y más frecuentes. Albert Grossman, representante de Dylan, también tenía una casa en Woodstock, y cuando Joan Baez visitó al músico en agosto, se hospedaron en casa de Grossman.
Baez comentó que «gran parte del mes o así estuvimos ahí, Bob estaba en la máquina de escribir en la esquina de su habitación, bebiendo vino y fumando y tecleando sin descanso durante horas. Y en la oscuridad de la noche, se despertaba, ronco, fumaba un cigarrillo y tropezaba de nuevo con la máquina de escribir». Durante la época, Dylan ya tenía lista «Mr. Tambourine Man», compuesta en febrero de 1964 pero omitida de Another Side of Bob Dylan. Otra canción, «Gates of Eden», fue también compuesta a comienzos de año, apareciendo en los manuscritos originales de Another Side of Bob Dylan. Al menos dos canciones fueron compuestas en Woodstock: «If You Gotta Go, Go Now» e «It's Alright Ma (I'm Only Bleeding)». Durante la época, las canciones de Dylan comenzaron a incluir un creciente uso del surrealismo. Además, su prosa se hizo más estilística, y a menudo utilizó el monólogo en los que creció la intensidad de los relatos a medida que el año avanzaba. 
Dylan finalmente regresó a la ciudad, y el 28 de agosto se reunió por primera vez con The Beatles en su hotel de Nueva York. La reunión provocó una transformación radical en los métodos compositivos del grupo, que evolucionó hacia un estilo más introspectivo, especialmente en el caso de John Lennon. Con el paso de los años, Dylan siguió manteniendo buenas relaciones con The Beatles, y tal y como escribe el biógrafo Clinton Heylin, «la tarde estableció una dimensión personal a la rivalidad muy real que duraría el resto de una década trascendental».

## Grabación
De la mano del productor Tom Wilson, Dylan comenzó a experimentar con su propia fusión de folk y rock. Según Wilson, el primer intento tuvo lugar sobregrabando una «cosa de rock and roll de Fats Domino» sobre la versión temprana y acústica de «House of the Rising Sun». La grabación tuvo lugar en los Columbia 30th Street Studios en diciembre de 1964, y aunque fue descartada, Wilson usó la misma técnica de sobregrabar una parte eléctrica sobre una grabación acústica preexistente con Simon & Garfunkel en The Sound of Silence.
Entre tanto, Dylan volvió su atención a otro experimento para combinar el folk y el rock conducido por John P. Hammond, un músico cuyo padre, John H. Hammond, había contratado a Dylan para Columbia. Hammond estaba grabando un álbum eléctrico con canciones blues, para el cual contrató a Robbie Robertson, Levon Helm y Garth Hudson, tres miembros de un grupo rockabilly de la escena local de Toronto conocido como The Hawks. Según comentó Danny Kalb: «Bob estaba muy emocionado con lo que John Hammond estaba haciendo con el blues eléctrico. Hablé con él en el Figaro en 1964 y me hablaba sobre John y él yendo a Chicago y tocando con una banda».
Sin embargo, cuando Dylan y Wilson comenzaron a trabajar en el sucesor de Another Side of Bob Dylan, el músico se abstuvo temporalmente de experimentar con el rock. En primera sesión, celebrada el 13 de enero de 1965 en el estudio A de Columbia en Nueva York, Dylan estuvo solo tocando el piano o la guitarra acústica. Durante el día grabó diez temas y varios bosquejos de canciones que fueron finalmente descartados. Ninguna de las grabaciones del 13 de enero fueron usadas para Bringing It All Back Home, aunque tres aparecieron en años sucesivos: «I'll Keep It With Mine» vio la luz en el recopilatorio Biograph en 1985, mientras que «Farewell Angelina» y una versión acústica de «Subterranean Homesick Blues» fueron incluidas en The Bootleg Series Volumes 1-3 (Rare & Unreleased) 1961-1991, el primer volumen de la colección The Bootleg Series publicado en 1991.
Dylan volvió al estudio al día siguiente, esta vez acompañado por una banda integrada por los guitarristas Al Gorgoni y Kenny Rankin, el pianista Paul Griffin, los bajistas Joseph Macho, Jr. y William E. Lee y el batería Bobby Gregg. La sesión se enfocó en la grabación de ocho canciones que el músico intentó grabar el día anterior. Según Langhorne, no hubo ningún ensayo, «hicimos primeras tomas y recuerdo que, por lo que era, fue increíblemente intuitivo y exitoso». Cada canción requirió pocas tomas, y después de tres horas y media —la sesión tuvo lugar entre las 2:30 p. m. y las 6:00 p. m.—, el grupo completó el trabajo de cinco canciones: «Love Minus Zero/No Limit», «Subterranean Homesick Blues», «Outlaw Blues», «She Belongs to Me» y «Bob Dylan's 115th Dream», incluidas en Bringing It All Back Home.
El mismo día, poco después de cenar, Dylan continuó grabando con otros músicos, entre los cuales figuraban John Hammond, Jr. y John Sebastian. Durante la noche, el grupo grabó seis canciones, aunque el resultado fue insatisfactorio y las grabaciones fueron finalmente rechazadas: solo «I'll Keep It With Mine» fue publicada, veinte años después, en el recopilatorio Biograph.
La tercera y última sesión tuvo lugar el 15 de enero en el mismo estudio. De nuevo, Dylan dispuso de la colaboración de los músicos del día anterior, con la excepción del pianista Griffin, que fue reemplazado por Frank Owens. Daniel Kramer recordó que «los músicos estaban entusiasmados. Hablaron entre sí para resolver los problemas a medida que surgían. Dylan rebotaba de un hombre a otro, explicando lo que quería, a menudo mostrándoles en el piano lo que necesitaba hasta que, como en un rompecabezas gigante, las piezas encajaban y la imagen emergía en su conjunto. En algunos casos, la primera toma sonaba completamente distinta de la toma final porque el material se tocaba a un ritmo diferente, quizás, o se elegía un acorde diferente, o se arreglaba un solo. Su método de trabajo, la certeza de lo que quería, mantuvo las cosas en movimiento».
La sesión comenzó con «Maggie's Farm», que fue grabada en una única toma. A partir de entonces, Dylan obtuvo tomas maestras de «On the Road Again», «It's Alright, Ma (I'm Only Bleeding)», «Gates of Eden», «Mr. Tambourine Man» e «It's All Over Now, Baby Blue», todas ellas reservadas para el álbum. Una toma maestra de «If You Gotta Go, Go Now» fue también seleccionada para su posible inclusión, pero quedó fuera de Bringing It All Back Home. En su lugar, la canción fue publicada como sencillo en Europa, aunque no en el mercado anglosajón.

## Canciones descartadas
Las siguientes canciones fueron grabadas durante las sesiones de Bringing It All Back Home pero no fueron incluidas en el disco:
- «If You Gotta Go, Go Now». Una versión grabada durante las sesiones de Bringing It All Back Home fue publicada como sencillo en varios países europeos, mientras que una versión diferente apareció en The Bootleg Series Volumes 1-3 (Rare & Unreleased) 1961-1991. Fairport Convention grabó una versión de la canción en francés con el título de «Si Tu Dois Partir» para el álbum Unhalfbricking.
- «I'll Keep It With Mine». Fue compuesta antes de grabar Another Side of Bob Dylan y cedida a Nico en 1964. Nico aún no tenía un contrato discográfico durante la época y acabó grabando la canción en el álbum Chelsea Girl. En 1965, Judy Collins grabó su propia versión. Fairport Convention también grabó una versión en el álbum What We Did on Our Holidays. Considerada por el biógrafo Clinton Heylin como «una de sus mejores canciones», una versión acústica con Dylan tocando el piano y la armónica fue publicada en 1985 en Biograph. Por otra parte, una versión eléctrica fue publicada en The Bootleg Series Volumes 1-3 (Rare & Unreleased) 1961-1991.
- «Farewell Angelina» fue cedida a Joan Baez, quien la grabó en 1965 y la publicó en su álbum homónimo, Farewell, Angelina. La cantante griega Nana Mouskouri también grabó su propia versión del tema en francés («Adieu Angelina») y en alemán («Schlaf-ein Angelina»), en 1967 y 1975 respectivamente.
- «You Don't Have to Do That» es el título de una breve composición que Dylan ensayó al piano durante las sesiones y que posteriormente abandonó.
- «Sitting on a Barbed Wire Fence», grabada por primera vez para su posible inclusión en Bringing It All Back Home, fue retomada durante las sesiones de Highway 61 Revisited.

## Recepción
A pesar de introducir una transición entre su faceta como cantautor folk y su creciente interés por géneros como el rock y el blues, Bringing It All Back Home obtuvo en general buenas reseñas de la prensa musical. En el libro The Rolling Stone Album Guide, una crítica retrospectiva del catálogo musical de Dylan comentó sobre el álbum: «Dylan mezcló la medicación para inventar toda una nueva generación de rock and roll en Bringing It All Back Home. En la cara eléctrica, Dylan se mofó de sus absurdos paseos de ebrio con un magro y nervioso garage rock, rebosante de humor salvaje, mientras que la segunda cara incluyó cuatro baladas acústicas y cerebrales que convirtieron The Times They Are A-Changin' en cosa de niños». La crítica continuó definiendo «Mr. Tambourine Man» como «sin duda la más amable de todas las canciones sobre drogas, quizás porque no es tanto una canción sobre drogas sino sobre música», y «She Belongs to Me» y «Love Minus Zero/No Limit» como «canciones devocionales». Stephen Thomas Erlewine de Allmusic lo calificó como «un álbum verdaderamente notable» y escribió: «Con Another Side of Bob Dylan, Dylan había comenzado a empujar el folk al pasado, y con Bringing It All Back Home explotó los límites, produciendo un álbum de desbordante imaginación y habilidad».
En retrospectiva, Bringinf It All Back Home ha sido aclamado como uno de los mejores álbumes de la música popular en la década de 1960. En 1979, Dave Marsh escribió: «Al fusionar el ritmo de Chuck Berry, de The Rolling Stones y de The Beatles con la tradición popular y de izquierdas del renacimiento del folk, Dylan realmente lo trajo de vuelta a casa, creando un nuevo tiempo de rock and roll [...] que puso a disposición del rock todo tipo de tradición artística». A su vez, el biógrafo Clinton Heylin escribió que Bringing It All Back Home fue posiblemente «el álbum más influyente de su era. Casi todo lo que venga en la canción popular contemporánea se puede encontrar ahí mismo». En 2003, la revista Rolling Stone situó al álbum en el puesto 31 de la lista de los 500 mejores álbumes de todos los tiempos.
A nivel comercial, Bringing It All Back Home se convirtió en el segundo álbum de Dylan en alcanzar el primer puesto en la lista de discos más vendidos del Reino Unido. Semanas antes, The Freewheelin' Bob Dylan alcanzó la misma posición en el país, dos años después de su publicación original. En los Estados Unidos, el álbum llegó al puesto seis de la lista Billboard 200 y fue certificado como disco de platino por la RIAA al superar el millón de copias vendidas. Los dos sencillos extraídos del álbum obtuvieron también un notable éxito: «Subterranean Homesick Blues» se convirtió en el primer sencillo del músico en entrar en una lista en los Estados Unidos —alcanzó el puesto seis en Hot Adult Contemporary Tracks y el 39 en Billboard Hot 100—, mientras que «Maggie's Farm» llegó al puesto 22 en la lista británica UK Singles Chart.

## Portada del álbum
La fotografía de la portada de Bringing It All Back Home, tomada por Daniel Kramer con una lente de borde suavizado, incluyó a Sally, mujer del representante de Dylan, Albert Grossman, recostada en un segundo plano. En la fotografía se pueden ver objetos esparcidos por la habitación, incluyendo vinilos de The Impressions —Keep on Pushing—, Robert Johnson —King of the Delta Blues Singers—, Ravi Shankar —Indian's Master Musicians—, Lotte Lenya —Sings Berlin Theatre Songs by Kurt Weill— y Eric Von Schmidt —The Folk Blues of Eric Von Schmidt—. Dylan había conocido a Schmidt «un día en los verdes pastos de la Universidad de Harvard» y posteriormente imitó su pose en la portada de Bringing It All Back Home, aunque levantando un sombrero, para el diseño de Nashville Skyline cuatro años más tarde. Otro disco, el EP de Françoise Hardy J'suis D'accord estaba en el suelo cerca de los pies de Dylan, pero solo se pueden ver en otras fotos tomadas durante la misma sesión.
Detrás de Grossman es también visible la cabeza de Dylan en la portada de Another Side of Bob Dylan. Bajo su brazo derecho se observa además la revista Time con el presidente Lyndon B. Johnson en la portada de la edición del 1 de enero de 1965. Asimismo, en la fotografía se aprecia una armónica sobre una mesa, con una placa de refugio nuclear apoyado en ella. Encima de la chimenea, a la izquierda del cuadro, es visible el álbum de Lord Buckley The Best of Lord Buckley, y a su lado se encuentra una copia de GNAOUA, una revista dedicada al exorcismo y a la generación beat editada por el poeta Ira Cohen, así como un collage de cristal de Dylan llamado The Clown y realizado por Bernard Paturel a partir de vidrio coloreado.
En la portada, Dylan está sentado con su gato, llamado «Rolling Stone», sobre su regazo, y tiene sobre una pierna una revista abierta que incluye un anuncio de Jean Harlow con la columnista Louella Parsons. Los gemelos que Dylan lleva en la imagen fueron un regalo de Joan Baez, tal y como recalcó la cantante en su canción «Diamonds & Rust». Al igual que en trabajos anteriores, el propio músico escribió las notas que acompañan al álbum en forma de poema.

## Lista de canciones
Todas las canciones escritas y compuestas por Bob Dylan. 
| Cara A |                               |          |  |
| N.º    | Título                        | Duración |  |
| 1.     | «Subterranean Homesick Blues» | 2:21     |  |
| 2.     | «She Belongs to Me»           | 2:47     |  |
| 3.     | «Maggie's Farm»               | 3:54     |  |
| 4.     | «Love Minus Zero/No Limit»    | 2:51     |  |
| 5.     | «Outlaw Blues»                | 3:05     |  |
| 6.     | «On the Road Again»           | 2:35     |  |
| 7.     | «Bob Dylan's 115th Dream»     | 6:30     |  |

| Cara B |                                        |          |  |
| N.º    | Título                                 | Duración |  |
| 8.     | «Mr. Tambourine Man»                   | 5:30     |  |
| 9.     | «Gates of Eden»                        | 5:40     |  |
| 10.    | «It's Alright, Ma (I'm Only Bleeding)» | 7:29     |  |
| 11.    | «It's All Over Now, Baby Blue»         | 4:12     |  |

## Personal
Músicos
- Bob Dylan: voz, guitarra, armónica y teclados
- John Boone: bajo
- Al Gorgoni: guitarra
- Bobby Gregg: batería
- Paul Griffin: piano y teclados
- John P. Hammond: guitarra
- Bruce Langhorne: guitarra
- Bill Lee: bajo
- Joseph Macho, Jr.: guitarra
- Frank Owens: piano
- Kenny Rankin: guitarra
- John B. Sebastian: bajo

Equipo técnico
- Daniel Kramer: fotografía
- Tom Wilson: productor

## Posición en listas
| País           | Lista           | Posición |
| -------------- | --------------- | -------- |
| Estados Unidos | Billboard 200   | 6        |
| Reino Unido    | UK Albums Chart | 1        |

| Sencillo                      | País           | Lista                         | Posición |
| ----------------------------- | -------------- | ----------------------------- | -------- |
| «Subterranean Homesick Blues» | Estados Unidos | Billboard Hot 100             | 39       |
| «Subterranean Homesick Blues» | Estados Unidos | Hot Adult Contemporary Tracks | 6        |
| «Subterranean Homesick Blues» | Reino Unido    | UK Singles Chart              | 9        |
| «Maggie's Farm»               | Reino Unido    | UK Singles Chart              | 22       |